# Computer Shopper (brit magazin)
A Computer Shopper egy havilap, amelyet Felix Dennis Dennis Publishing Ltd. cége ad ki az Egyesült Királyságban 1988 óta. Számítógépek és azokhoz kapcsolódó hardver és szoftver termékek értékeléseit, valamint híreket és egyéb cikkeket tartalmaz. Jelenleg az Egyesült Királyság legnagyobb példányszámban fogyó havonta megjelenő fogyasztói IT magazinja.
Az Egyesült Államokban is megjelenik egy újság Computer Shopper néven, viszont a kettő a nevüket leszámítva teljesen független.
A Computer Shopper weboldala a magazin kiegészítése és naprakész híreket és információkat, valamint rövid ismertetőket, az újságban szereplő apróhirdetéseket és vásárlási tanácsadókat tartalmaz. A weboldalnak van egy népszerű fóruma is.
A jelenlegi szerkesztők közé tartozik David Ludlow (szerkesztő), Jim Martin (helyettes szerkesztő), Simon Edwards (cikk író), Seth Barton (ismertető író), Kat Orphanides (vezető szerkesztő), Barry de la Rosa (vezető szerkesztő) és Tom Morgan (író).